# 曾毓璜
曾毓璜（1788年—1853年），原名闻省，字小坪，四川省重庆府铜梁县人，清朝政治人物，進士出身。
道光三年（1823年）考取第三甲115名进士，授翰林院庶吉士，道光丙戌年（1826年）任职云南罗次县知县，历任路南州、蒙化，擢升景东道同知。在景东任官期间，捐献官俸，兴办学校。1840年，因为父亲去世辞官回乡。